# Spagna (stacja metra)
Spagna – stacja linii A metra rzymskiego. Stacja została otwarta w 1980 roku. Znajduje się w pobliżu Piazza di Spagna, na którym umieszczone są Schody Hiszpańskie.